# San Juan de Redondo

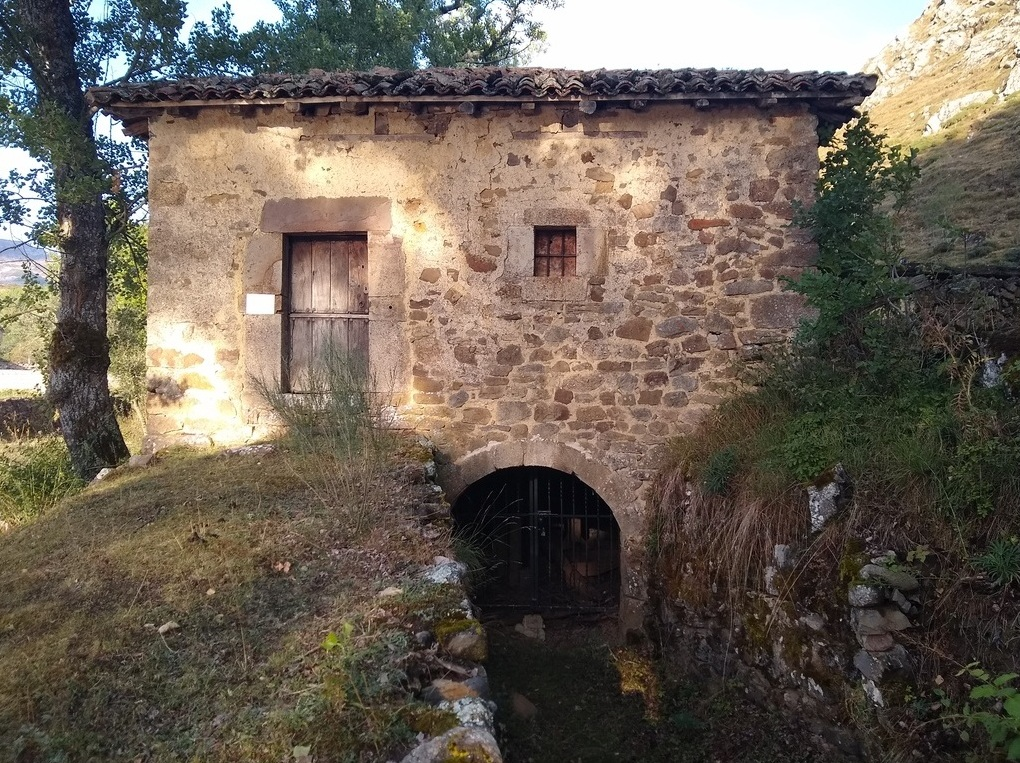
Molino harinero

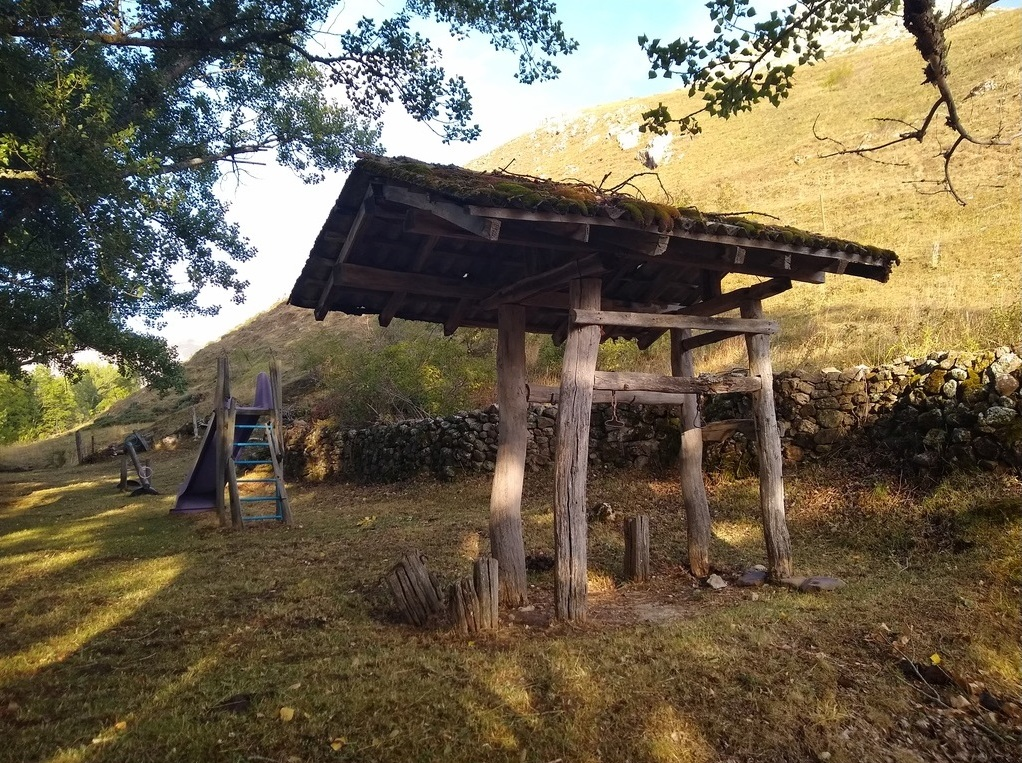
Potro

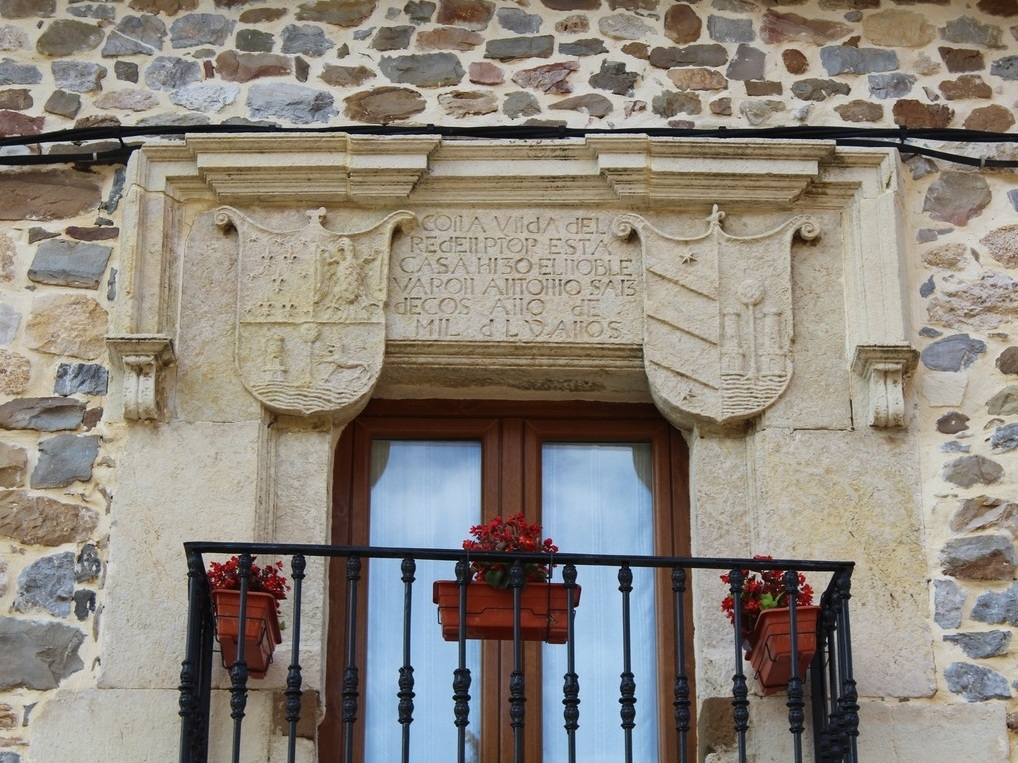
Escudo en una casa

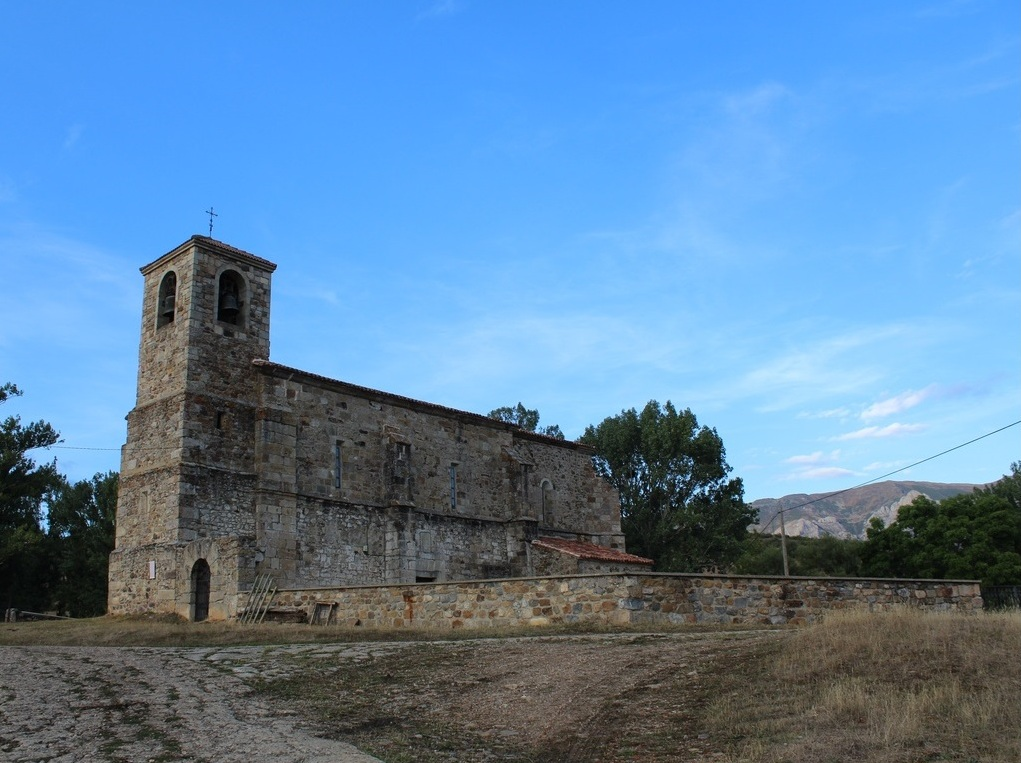
Iglesia de San Juan Degollado

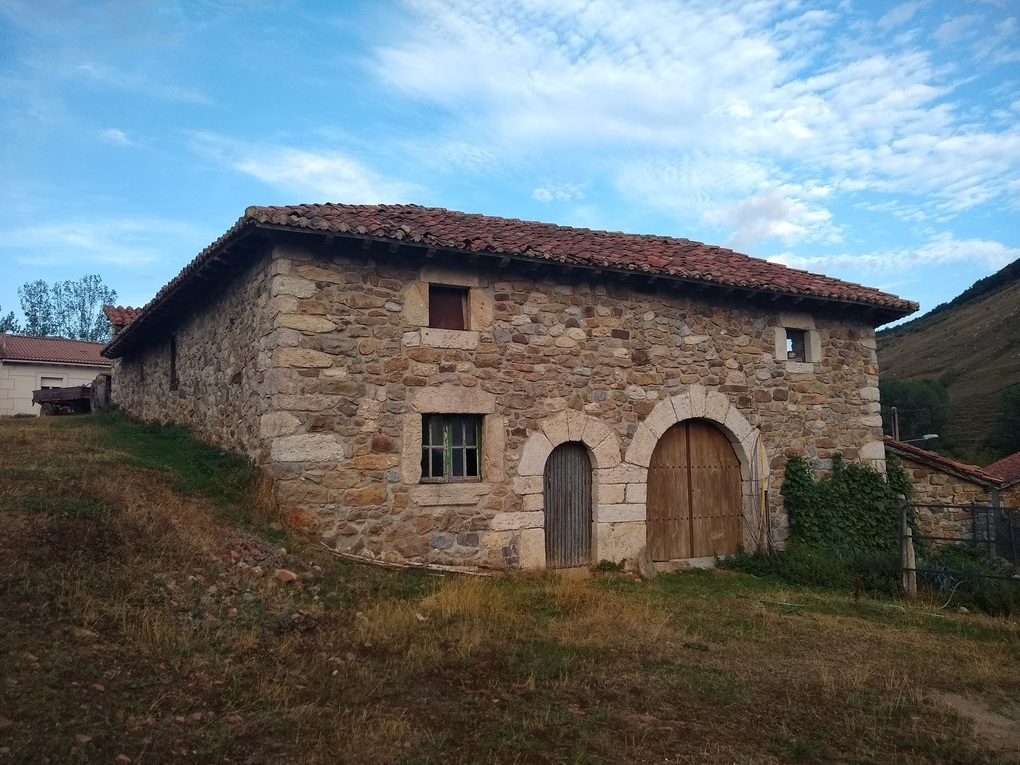
Casa

San Juan de Redondo es una localidad y pedanía del municipio de La Pernía (provincia de Palencia, Castilla y León) situada el vertiente sur de la Sierra de Híjar.
Se podría considerar que, junto a Santa María de Redondo conforman barrios de la localidad de Redondo.

## Geografía
Está a una distancia de 5,8 km de San Salvador de Cantamuda, la capital municipal, en la comarca de Montaña Palentina.

## Demografía
Evolución de la población en el siglo XXI
| Gráfica de evolución demográfica de San Juan de Redondo entre 2000 y 2020 |
|                                                                           |
| Población de derecho (2000-2020) según el padrón municipal del INE        |

## Patrimonio
- Iglesia de San Juan Degollado.
- Localidad situada dentro del parque natural Montaña Palentina